# Calle de la Iguera
La calle de la Iguera o calle de Atocha fue una vía pública de la ciudad española de San Sebastián.

## Descripción
La vía, de la que se tiene constancia al menos desde el siglo XVII, desapareció con la reconstrucción de la ciudad que se llevó a cabo tras el asedio de 1813; se aprovechó entonces el espacio para abrir la plazuela de las Escuelas, actualmente conocida como «plaza de Sarriegui». La antigua calle aparece descrita en Las calles de San Sebastián (1916) de Serapio Múgica Zufiria con las siguientes palabras:

Calle de Atocha o de la Iguera.—Con estos dos nombres se conocía a la calle que se hallaba a continuación de la de Embeltrán, antes de incendio de 1813, y que al reedificar la ciudad quedó eliminada para abrir en el lugar que ella ocupaba, la actual «Plazuela de las Escuelas». Probablemente se le llamaría con uno de los dos citados nombre a una parte de la calle y con el otro a la segunda, pero más generalmente se empleaba la denominación «de la Iguera». Ni con un nombre ni con el otro, aparece esta vía en el padrón de 1566, y solo figura con el segundo en las Ordenanzas de 1630. A pesar de no aparecer en el primero de los documentos citados la calle de la Iguera, existía ésta en San Sebastián desde muy antiguo, tanto, que se sabe que en ella dió comienzo el incendio de la población en 1361. Sin duda el origen de su denominación se hallará en alguna higuera que crecería en aquel lugar, aunque siempre hemos visto escrito sin H, el título de la calle. Hay quien dice que se denominó «de Atocha» porque había una efigie de esta Virgen en la casa que hace esquina a las calles de Narrica y Embeltrán. Sin embargo, debemos hacer notar que la imagen que había en aquel lugar era de la Virgen de la Piedad. Aunque es posible que anteriormente en aquel sitio o en algún otro de dicha vía, se venerase la imagen de la Virgen de Atocha y recibiera de ella el nombre, nos inclinamos más a creer que esta denominación fuese debida a persona particular de este apellido, que existía de antaño en San Sebastián. Entre otros, hemos visto figurar en una escritura de 1665 a Pascual de Atocha, que tenía varias casas en la calle de Narrica, y es apellido que abunda en los libros parroquiales de San Vicente. Hay que tener presente tambien que existe de tiempos atras el paseo de Atocha. Ya hemos dicho que desapareció esta calle.
(Múgica Zufiria, 1916, p. 12)